# 白先勇
白先勇（1937年7月11日—），台灣文學家及劇作家，出生於廣西桂林。其代表作有小說集《臺北人》、《纽约客》，長篇小說《孽子》與散文《树犹如此》等，是二十世纪华语文坛重要的創作者，得到余光中、夏志清等多位知名作家、评论家的一致推崇。其代表作《台北人》在《亚洲周刊》评选的「20世纪中文小说100强」中名列第七，是在世作家中最高排名，也是二十世纪下半叶最优秀的中文小说之一。近年較少小說作品，而是將精力轉至編寫書評與昆劇之振興。近期作品為数部父亲白崇禧的传记和关于红楼梦的导读。

## 生平
1937年生於廣西桂林，父親白崇禧是前中華民國國防部部長、中國國民黨新桂系將領，母親馬佩璋；白先勇排行第八，另有九名兄弟姊妹（五人仍在世），香港電台主持人白韻琹則為他的堂姑，而家族大多仍居住在臺灣。白先勇的家系先祖可追溯自元朝進士伯篤魯丁，為中亞地區的色目人。
白先勇7歲時經醫師診斷患有肺結核，不能就學，童年時間多半獨自度過。抗日戰爭時他與家人短暫居住重慶，日本投降後，在1946年遷至上海和金陵。小學曾就讀於桂林市正陽路中山學校（1943年至1944年，現為桂林市中山中學）、南洋模範小學。1948年遷居英屬香港，曾就讀九龍塘學校（小學部）及喇沙書院。不久之後國共內戰爆發，中國國民黨戰事失利，白先勇全家遂隨之於1952年移居臺灣。
1956年在建國中學畢業後，由於他夢想在中華民國政府光復大陸後參與興建三峽大壩工程，以第一志願考取臺灣省立成功大學（今國立成功大學）水利及海洋工程學系。翌年發現興趣不合，轉學至國立臺灣大學外國語文學系改為攻讀英國文學。
1958年大學部3年級時，在《文學雜誌》發表了第一篇短篇小說《金大奶奶》。2年後與同學歐陽子、陳若曦、王文興、李歐梵、劉紹銘等人共同創辦《現代文學》雜誌，並在此發表多篇創作。
1962年，白先勇的母親去世。據其自傳文章《驀然回首》提及，「母親下葬後，按回教儀式我走了四十天的墳，第四十一天，便出國飛美了。」母親去世後，他飛往美國愛荷華大學的愛荷華作家工作坊學習文學理論和創作研究。當時父親前來送行，這是白先勇與父親最後一次會面。
關於母親的去世，他感受到「母親一向為白馬兩家支柱，遽然長逝，兩家人同感天崩地裂，棟毀樑摧。出殯那天，入土一刻，我覺得埋葬的不是母親的遺體，也是我自己生命一部份」，以致初到美國時，無法下筆寫作。直至同年聖誕節於芝加哥度假，心裡感觸良多，因而再次執筆，寫成《芝加哥之死》，於1964年發表。論者以此為其轉型之作，夏志清稱此文「在文體上表現的是兩年中潛心修讀西洋小說後的驚人進步」，而「象徵方法的運用，和主題命意的擴大，表示白先勇已進入了新的成熟境界」。
1965年，取得藝術創作碩士學位後，他到加州大學聖塔芭芭拉分校教授中國語文及文學，並就此定居。1993年為治療暈眩症，開始練習氣功。1994年退休。
1999年11月1日發表〈養虎貽患——父親的憾恨（一九四六年春夏間國共第一次四平街會戰之前因後果及其重大影響）〉（台北：《當代》，147期）一文，開始為父親白崇禧立傳。
2004年，中國大陆廣西師範大學出版社出版了他的作品集《青春．念想——白先勇自選集》以及新作《姹紫嫣紅牡丹亭》。2008年9月，趨勢科技捐贈一百萬美金，在台灣大學成立「白先勇文學講座」，敦聘國際素負聲望之重要學者到校講學。
2015年12月17日，中華民國總統馬英九頒贈二等景星勳章。2017年8月起，任香港中文大學博文講座教授。2021年獲得第25屆台北文化獎，後獲頒國立臺灣大學名譽博士。

## 作品
白先勇的小說作品，除了《孽子》是長篇小說，獨立成書外，其他短篇小說作品都收錄在小說集《謫仙記》、《寂寞的十七歲》、《臺北人》和《紐約客》內。

### 小說
| 小說作品                 | 發表年份 | 發表刊物                    | 收錄於                       |
| 《金大奶奶》             | 1958年   | 《文學雜誌》五卷1期         | 《寂寞的十七歲》             |
| 《我們看菊花去》         | 1959年   | 《文學雜誌》五卷5期         | 《謫仙記》、《寂寞的十七歲》 |
| 《悶雷》                 | 1959年   | 《筆匯》革新號一卷6期       | 《寂寞的十七歲》             |
| 《玉卿嫂》               | 1960年   | 《現代文學》第1期           | 《謫仙記》、《寂寞的十七歲》 |
| 《月夢》                 | 1960年   | 《現代文學》第1期           | 《寂寞的十七歲》             |
| 《黑虹》                 | 1960年   | 《現代文學》第2期           | 《寂寞的十七歲》             |
| 《小陽春》               | 1961年   | 《現代文學》第6期           | 《寂寞的十七歲》             |
| 《青春》                 | 1961年   | 《現代文學》第7期           | 《寂寞的十七歲》             |
| 《藏在褲袋裡的手》       | 1961年   | 《現代文學》第8期           | 《寂寞的十七歲》             |
| 《寂寞的十七歲》         | 1961年   | 《現代文學》第11期          | 《謫仙記》、《寂寞的十七歲》 |
| 《那晚的月光》/《畢業》  | 1962年   | 《現代文學》第12期          | 《謫仙記》、《寂寞的十七歲》 |
| 《芝加哥之死》           | 1964年   | 《現代文學》第19期          | 《寂寞的十七歲》             |
| 《上摩天樓去》           | 1964年   | 《現代文學》第20期          | 《謫仙記》、《寂寞的十七歲》 |
| 《香港——一九六〇》       | 1964年   | 《現代文學》第21期          | 《謫仙記》、《寂寞的十七歲》 |
| 《安樂鄉的一日》         | 1964年   | 《現代文學》第22期          | 《謫仙記》、《寂寞的十七歲》 |
| 《火島之行》             | 1965年   | 《現代文學》第23期          | 《謫仙記》、《寂寞的十七歲》 |
| 《永遠的尹雪豔》         | 1965年   | 《現代文學》第24期          | 《謫仙記》、《臺北人》       |
| 《謫仙記》               | 1965年   | 《現代文學》第25期          | 《謫仙記》、《紐約客》       |
| 《一把青》               | 1966年   | 《現代文學》第29期          | 《臺北人》                   |
| 《遊園驚夢》             | 1966年   | 《現代文學》第30期          | 《臺北人》                   |
| 《歲除》                 | 1967年   | 《現代文學》第32期          | 《臺北人》                   |
| 《梁父吟》               | 1967年   | 《現代文學》第33期          | 《臺北人》                   |
| 《金大班的最後一夜》     | 1968年   | 《現代文學》第34期          | 《臺北人》                   |
| 《那片血一般紅的杜鵑花》 | 1969年   | 《現代文學》第36期          | 《臺北人》                   |
| 《謫仙怨》               | 1969年   | 《現代文學》第37期          | 《紐約客》                   |
| 《思舊賦》               | 1969年   | 《現代文學》第37期          | 《臺北人》                   |
| 《滿天裡亮晶晶的星星》   | 1969年   | 《現代文學》第38期          | 《臺北人》                   |
| 《孤戀花》               | 1970年   | 《現代文學》第40期          | 《臺北人》                   |
| 《冬夜》                 | 1970年   | 《現代文學》第41期          | 《臺北人》                   |
| 《花橋榮記》             | 1970年   | 《現代文學》第42期          | 《臺北人》                   |
| 《國葬》                 | 1971年   | 《現代文學》第43期          | 《臺北人》                   |
| 《秋思》                 | 1971年   | 《中國時報》                | 《臺北人》                   |
| 《孽子》（長篇小說）     | 1977年   | 《現代文學》復刊號第1期連載 | 《孽子》                     |
| 《夜曲》                 | 1979年   | 《中國時報》「人間」副刊    | 《紐約客》                   |
| 《骨灰》                 | 1986年   | 《聯合文學》第26期          | 《紐約客》                   |
| 《Danny Boy》            | 2001年   | 《中外文學》第30期第7卷     | 《紐約客》                   |
| 《Tea of Two》           | 2003年   | 《聯合報》副刊              | 《紐約客》                   |
| 《Silent Night》         | 2015年   | 《聯合報》副刊              | 《紐約客》（2017年再版）     |

### 著作改編
- 電影
  - 玉卿嫂
  - 金大班的最後一夜
  - 孽子
  - 花橋榮記
- 電視劇
  - 玉卿嫂
  - 孽子
  - 孤戀花
  - 金大班
  - 一把青
- 舞台劇
  - 遊園驚夢
  - 金大班的最後一夜
  - 孽子

### 獲獎
- 2018年，憑《Silent Night》獲郁達夫小說獎（短篇小說獎）[12]。
- 2021年，獲臺北文化獎[13]。

## 出版履歷
- 1967年，《謫仙記》（短篇小說集，叢書編號：「文星叢刊 258」，文星書店出版。
- 1968年，《遊園驚夢》（短篇小說集，叢書編號：「仙人掌文庫 258」，仙人掌出版。
- 1971年，作品開始被譯成英文（第一篇為《謫仙記》），其作品陸續被譯成英文、韓文、德文等語言。
- 1971年，《臺北人》（短篇小說集，叢書編號：「晨鐘文叢 27」），晨鐘出版。
- 1976年，《寂寞的十七歲》（短篇小說集，叢書編號：「遠景叢刊 58」），遠景出版。
- 1978年，《驀然回首》散文集出版。
- 1980年，《白先勇小說選》出版。
- 1982年，《白先勇短篇小說選》出版。
- 1983年，《孽子》出版。
- 1984年，《明星咖啡館》。皇冠出版。
- 1986年，《白先勇自选集》。华汉文化事业公司出版。
- 1995年，《第六隻手指》。爾雅出版。
- 2002年，《樹猶如此》由台北聯合文學出版社出版。
- 2002年，《臺北人》出版30週年紀念典藏版。
- 2002年，《昔我往矣：白先勇自選集》，香港天地出版。
- 2004年，《姹紫嫣紅牡丹亭》在大陸出版。
- 2007年，《紐約客》在台灣出版。
- 2008年，《白先勇作品集》，天下文化出版。全套12大冊，隨書附《青春版牡丹亭—牡丹一百DVD》。
- 2008年，《白先勇書話》，隱地編，爾雅出版。
- 2010年，《白先勇與符立中對談：從台北人到紐約客》（台北：九歌出版社，2010年）
- 2012年，《父親與民國：白崇禧將軍身影集》（分上下冊），台灣時報出版。
- 2014年，《止痛療傷：白崇禧將軍與二二八》，與廖彥博合著，台灣時報出版／香港天地出版。
- 2015年，《牡丹情緣：白先勇的崑曲之旅》，台灣時報出版。
- 2015年，《白先勇細說紅樓夢》，台灣時報出版。
- 2016年，主編《現文因緣》，完整記錄《現代文學》雜誌創刊、休刊、復刊、停刊、重刊的故事與因緣，台灣聯經出版。（本書乃天下文化《白先勇作品集．白先勇外集2》的增修版）
- 2019年，《八千里路雲和月》，台北聯合文學出版社出版。
- 2020年，《悲歡離合四十年：白崇禧與蔣介石》（三冊），與廖彥博合著，台灣時報出版／香港天地出版。
- 2020年，《紅樓夢幻：〈紅樓夢〉的神話結構》，與奚淞合著，台灣聯合文學出版。

## 私生活

### 性傾向
白先勇為同性戀者，曾於香港公開出櫃。畫家奚淞表示，白先勇的高中兼大學同學王國祥是他的情人。
白先勇的長篇小說《孽子》除了描述骨肉親情外，對於台北部分男同性戀社群的次文化，以及同性性交易等情節亦直書不諱。《孽子》以一名因其同性性傾向遭父親逐出家門的少男「李青」的視角，講述一群以1970年代臺北新公園為集散地，不為主流社會所接納的男同性戀者的故事。父子的親情與衝突，亦為本書之主題。2003年，台灣公共電視台將其改編為同名電視劇。

### 宗教
白家是本奉回教的回族，但白崇禧對教內比較嚴厲的教條一向都不贊同，白先勇更脫離了伊斯蘭教。白家雖是回教出身，但白先勇接觸過不同宗教（包括回教、天主教）後，則對佛教更有認同感，而篤信佛教。

### 嗜好
白先勇自認影響他一生最重要的小說是《紅樓夢》，在美國大學時亦曾開設相關課程。
幼年時與家人在上海聽了梅蘭芳復出演唱的崑曲《遊園驚夢》（俞振飛、言慧珠等合演），自此觸發了對崑曲的熱愛，對其推廣、保存及傳承不遺餘力，並自詡為崑曲義工。

#### 編著、主編的崑曲推廣讀物
- 《白先勇說崑曲》（2004年）
- 《奼紫嫣紅牡丹亭：四百年青春之夢》（2004年）
- 《牡丹還魂》（2004年）
- 《奼紫嫣紅開遍：青春版牡丹亭巡演紀實》（2005年）
- 《曲高和眾：青春版牡丹亭的文化現象》（2005年）
- 《色膽包天玉簪記：琴曲書畫崑曲新美學》（2009年）
- 《崑曲新美學 經典影音講座： 以「青春版牡丹亭」與「新版玉簪記」為例》 （页面存档备份，存于）(2019年)

#### 崑曲大型舞台公演製作
- 《青春版牡丹亭》（2004年4月29日世界首演，台灣公視錄製全程實況多次轉播，巡迴公演已超過500場，涵蓋英國、美國等全球多國）
- 《新版玉簪記》（2008年11月8日世界首演）
- 《崑曲走進校園2009台灣行》（《西廂記》、《爛柯山》、《長生殿》、新版《玉簪記》2009年台灣首演，2009年DVD發行製作）

## 評價
旅美學人夏志清教授曾說：「旅美的作家中，最有毅力，潛心自己藝術進步，想為當今文壇留下幾篇值得給後世朗誦的作品的，有兩位：於梨華和白先勇。」他甚至讚譽白氏為「當代中國短篇小說家中的奇才，五四以來，藝術成就上能與他匹敵的，從魯迅到張愛玲，五、六人而已。」
歐陽子認為，「白先勇才氣縱橫，不甘受拘；他嘗試過各種不同樣式的小說，處理過各種不同類式的題材。而難得的是，他不僅嘗試寫，而且寫出來的作品，差不多都非常成功。……白先勇講述故事的方式很多。他的小說情節，有從人物對話中引出的《我們看菊花去》，有以傳統直敘法講述的《玉卿嫂》，有以簡單的倒敘法（flashback）敘說的《寂寞的十七歲》，有用複雜的「意識流」（stream of consciousness）表白的《香港——一九六〇》，更有用「直敘」與「意識流」兩法交插並用以顯示給讀者的《遊園驚夢》。……他的人物對話，一如日常講話，非常自然。除此之外，他也能用色調濃厚，一如油畫的文字，《香港——一九六〇》便是個好例子。而在《玉卿嫂》裡，他採用廣西桂林地區的口語，使該篇小說染上很濃的地方色彩。他的頭幾篇小說，即他在台灣時寫的作品，文字比較簡易樸素。從第五篇《上摩天樓去》起，他開始非常注重文字的效果，常藉著文句適當的選擇與排列，配合各種恰當『象徵』（symbolism）的運用，而將各種各樣的『印象』（impressions），很有效地傳達給了讀者。」
學界有白先勇的寫作傳承屬於張派的說法，台灣作家符立中則對此提出異議。

## 外部連結
- 白先勇的新浪微博 （页面存档备份，存于）
- 李奭學：〈括號的詩學──從吳爾芙的《戴洛維夫人》看白先勇的〈遊園驚夢〉 （页面存档备份，存于）〉。
- 時報出版-白先勇作家專區 （页面存档备份，存于）
- 東華大學-台灣文學資料庫
- 臺灣大學圖書館 - 白先勇文學講座特展
- 臺灣大學圖書館專題書單 - 當代中文作家系列 - 白先勇
- 趨勢影音 - 白先勇老師影音作品專區 （页面存档备份，存于）

## 畫像
- 白先勇 / 江啟明 (Kong Kai Ming)  （页面存档备份，存于）  Portrait Gallery of Chinese Writers (Hong Kong Baptist University Library 香港浸會大學圖書館)